# Russula betularum
Russula betularum, (Frederick Bayard Hora, 1960) din încrengătura Basidiomycota în familia Russulaceae și de genul Russula, denumită în popor vinețică de mesteacăn, este o  specie de ciuperci slab otrăvitoare care coabitează, fiind un simbiont micoriza (formează micorize pe rădăcinile arborilor). Ea se poate întâlni în România, Basarabia și Bucovina de Nord în pădurile de foioase, cele mixte și prin turbării, adesea împreună cu Sphagnum (un fel de mușchi), fiind asociată singur diverselor soiuri de mesteacăn. Nu are pretenții la  caracterul acid sau bazic al solului care însă trebuie să fie umed sau mlăștinos. Apare, crescând solitară sau în grupuri mici, de la câmpie la munte, din iunie până în octombrie (noiembrie).

## Taxonomie
Numele binomial a fost determinat de micologul englez Frederick Bayard Hora (1908–1984) în volumul 43 al jurnalului Transactions of the British Mycological Society din 1960, fiind și taxonul curent valabil (2020).
Acceptată sinonim este denumirea Russula emetica var. betularum a micologului italian Henri Romagnesi din 1967, care a văzut specia aproape înrudită cu Russula emetica. Mai departe, definiția Russula betularum fm. alba a micologilor cehi Radomír Socha și Václav Hálek din 2011 este văzută astfel, iar denumirea Russula betularum var. iodiolens, descrisă pe aceeași pagină de Socha singur, este clasificată de comitetul de nomenclatură Mycobank drept bazionim.
Epitetul este derivat din cuvântul latin (latină betul(l)a=mesteacăn) și se referă la arborele gazdă Betula (mesteacănul).

## Descriere
- Pălăria: este foarte fragilă și sfărâmicioasă, cu un diametru de aproximativ 2-5 (7) cm, inițial semisferică cu marginea răsfrântă spre picior, apoi convexă, în sfârșit plată precum slab adâncită în centru: Marginea capătă cu avansarea în maturitate un aspect erodat. Cuticula care poate fi cojită cu ușurință, este netedă și mată cu o aluzie de fibre radiale și la umezeală lucioasă. Are un colorit foarte variabil: poate să fie roz, roz cu nuanțe liliacee în special spre mijloc, chiar și slab galben-maroniu, dar, de asemenea, aproape alb sau alb cu un centru rozaliu ori ocru.
- Lamelele: sunt foarte sfărâmicioase, subțiri, dar destul de distanțate între ele și aproape ventricoase, uneori scurt bifurcate spre margine precum libere. Coloritul este alb, uneori cu sclipici de crem.
- Piciorul: uneori scurt, dar în general mai lung decât diametrul pălăriei are o înălțime de 3-7 (9) cm și o lățime de 0,7-1,5 cm, fiind cilindric sau ușor clavat, plin în tinerețe, mai târziu gol pe dinăuntru, și el foarte fragil. Coloritul cojii este alb, la umezeală gri deschis, câteodată chiar cu o tentă rozalie.
- Carnea: fragilă și sfărâmicioasă este albă, dar devine umedă cenușie. Nu se decolorează după tăiere. Mirosul amintește de cel al nucii de cocos, dar s-au găsit și exemplare cu o aromă slabă de iod, gustul fiind destul de iute.[4][5]
- Caracteristici microscopice: are spori destul de mari care sunt hialini (translucizi), ovoidali precum destul de puternic verucoși (0,5–0,7 µm), ascuțiți și reticulați pe exterior cu o mărime de 12 (13) x 8,5 x 10 microni. Pulberea lor este albă. Basidiile clavate cu 4 sterigme fiecare măsoară (32) 44-55 µm x 11-14,5 microni. Cistidele (elemente sterile situate în stratul himenal sau printre celulele din pielița pălăriei și a piciorului, probabil cu rol de excreție) de 50-60 x 12-15 (18) microni  sunt adesea ventricoase. Pileocistidele (elemente sterile de pe suprafața pălăriei) destul de variabile sunt bulbos clavate sau cilindrice, fiind neseptate până dublu septate. Celulele terminale ale hifelor sunt zvelte și adesea gelificase.[11]
- Reacții chimice: Carnea se decolorează cu sulfat de fier roșu-portocaliu și cu tinctură de Guaiacum încet slab albastru-verzui.[12][13]

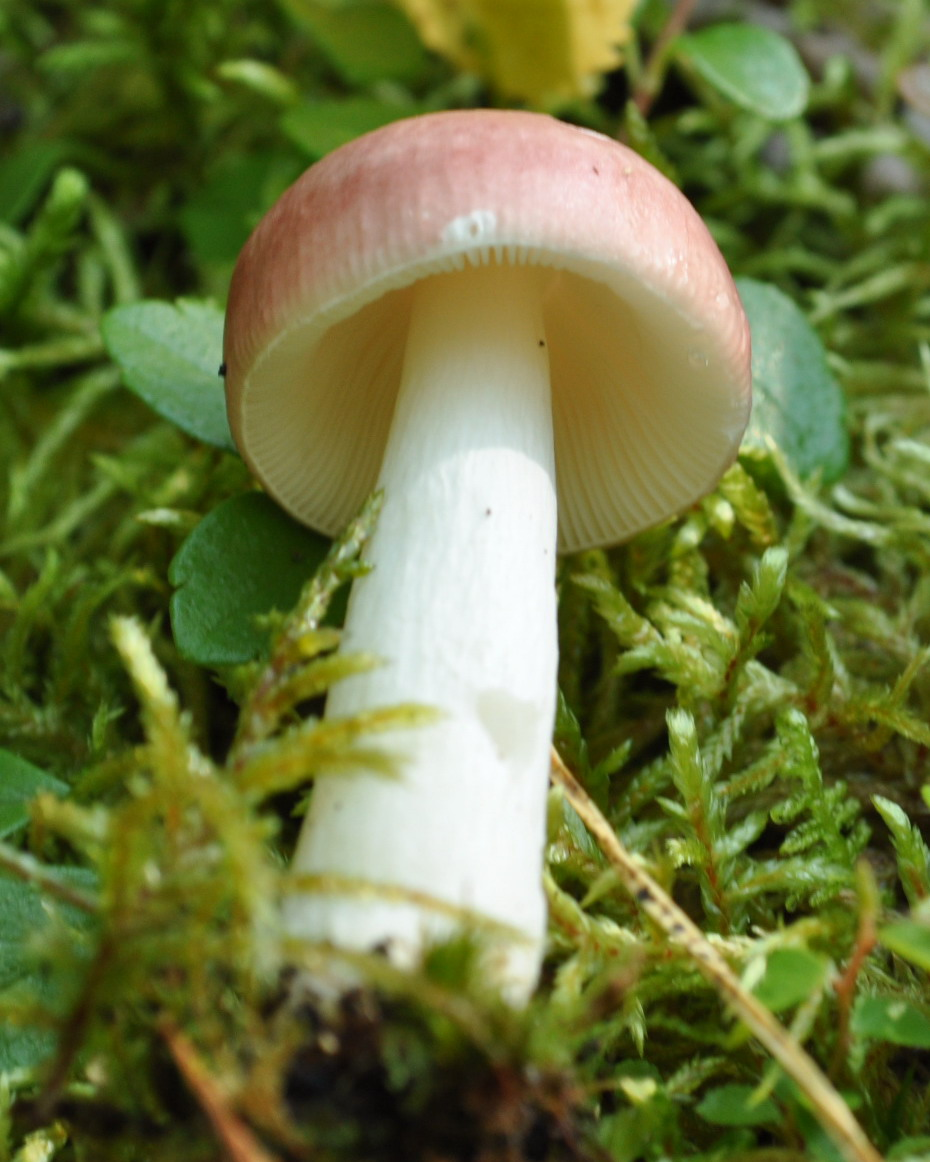
R. betularum tânără
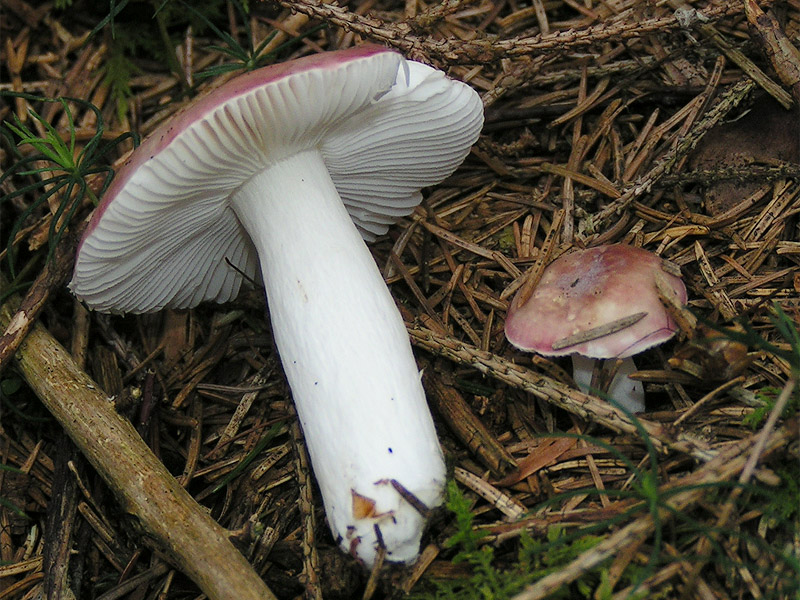
R. betularum, lamele și picior
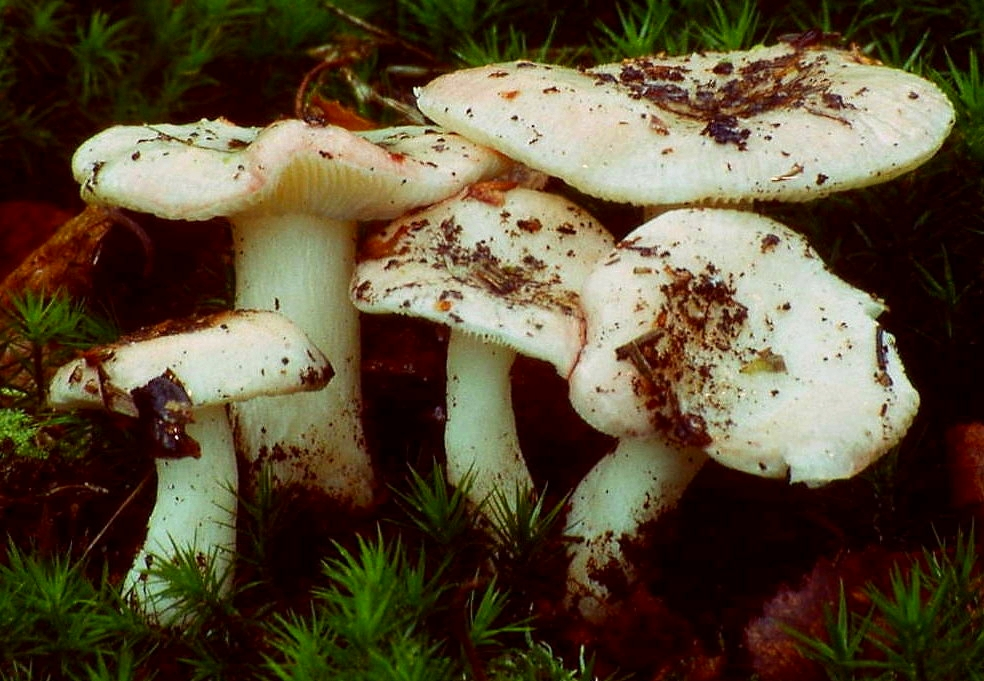
R. betularum albicioasă

## Confuzii
Chiar dacă un culegător ar cunoaște caracteristicele exterioare unei ciuperci de genul Russula, ar putea să confundă vinețica de mesteacăn, din cauza variabilității în culoare ale cuticulei, cu multe alte ciuperci ale soiului ca de exemplu: cu gemenul ei Russula gracillima sin. Russula gracilis (comestibilă, crește tot sub mesteceni, dar numai pe soluri umede acre, sărace în nutrienți, nisipoase, lutoase, dar niciodată pe cele calcaroase), obișnuit cu un centru sumbru verzui sau măsliniu cu margine rozalie, uneori pur roz sau slab violet), Russula decolorans, Russula emetica (foarte otrăvitoare), Russula fragilis (otrăvitoare), Russula fuscorubroides (necomestibilă, mai robustă cu culori roșu-violacee mai puternice pe cuticulă și pe coaja piciorului, crește și ea sub molizi, destul de iute, miros de mușcată fărâmițată, slab rășinos), Russula grisescens sin. Russula emetica var. grisescens (otrăvitoare cu calitățile ale Russula emetica), Russula lilacea sin. Russula carnicolor (comestibilă), Russula nobilis (otrăvitoare), Russula queletii (otrăvitoare), Russula rubra (necomestibilă), Russula sardonia (otrăvitoare, crește sub pini și prin turbării, foarte iute, miros fructuos) sau cu Russula violacea (comestibilă).

## Specii asemănătoare în imagini

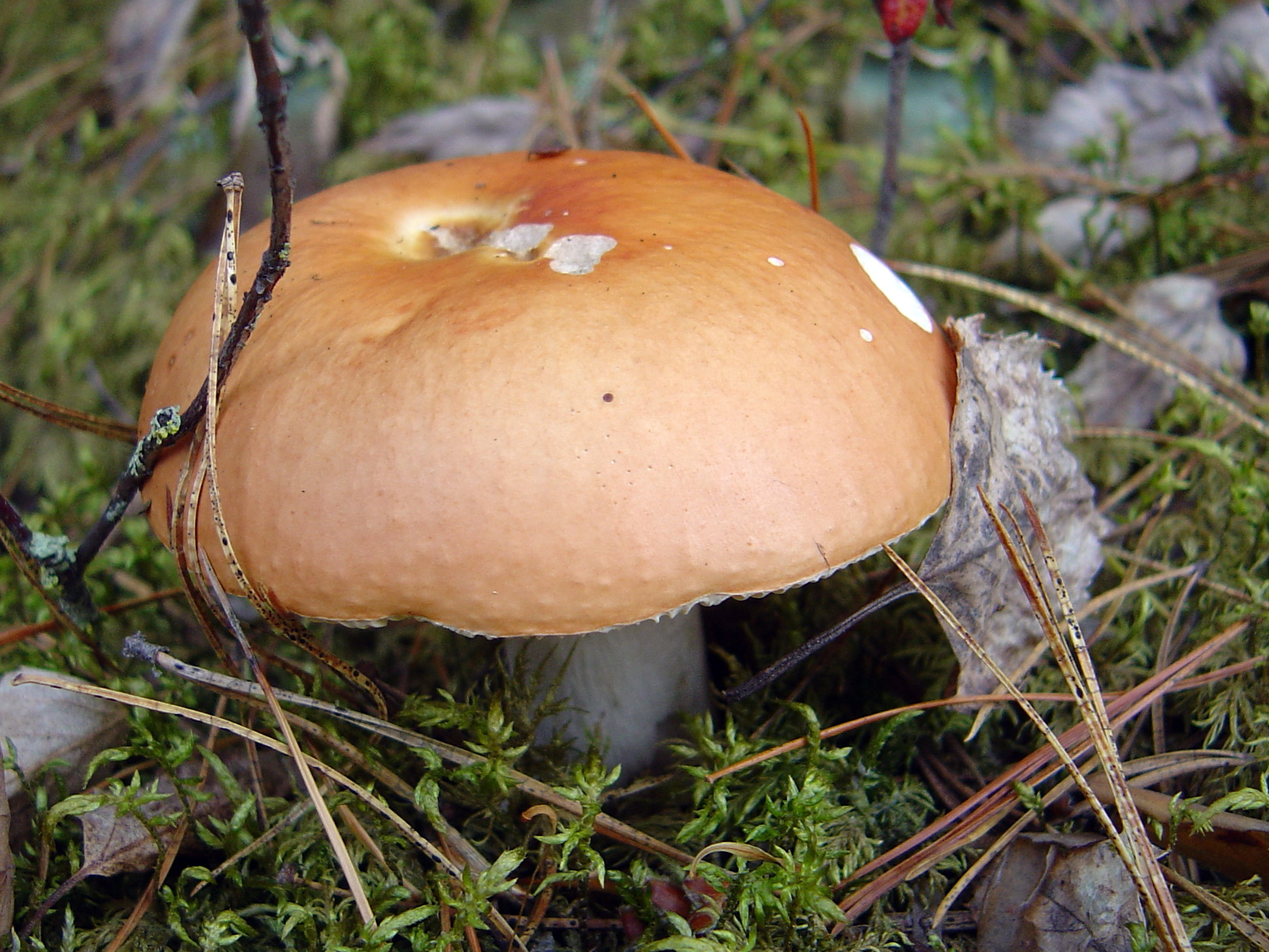
R. decolorans
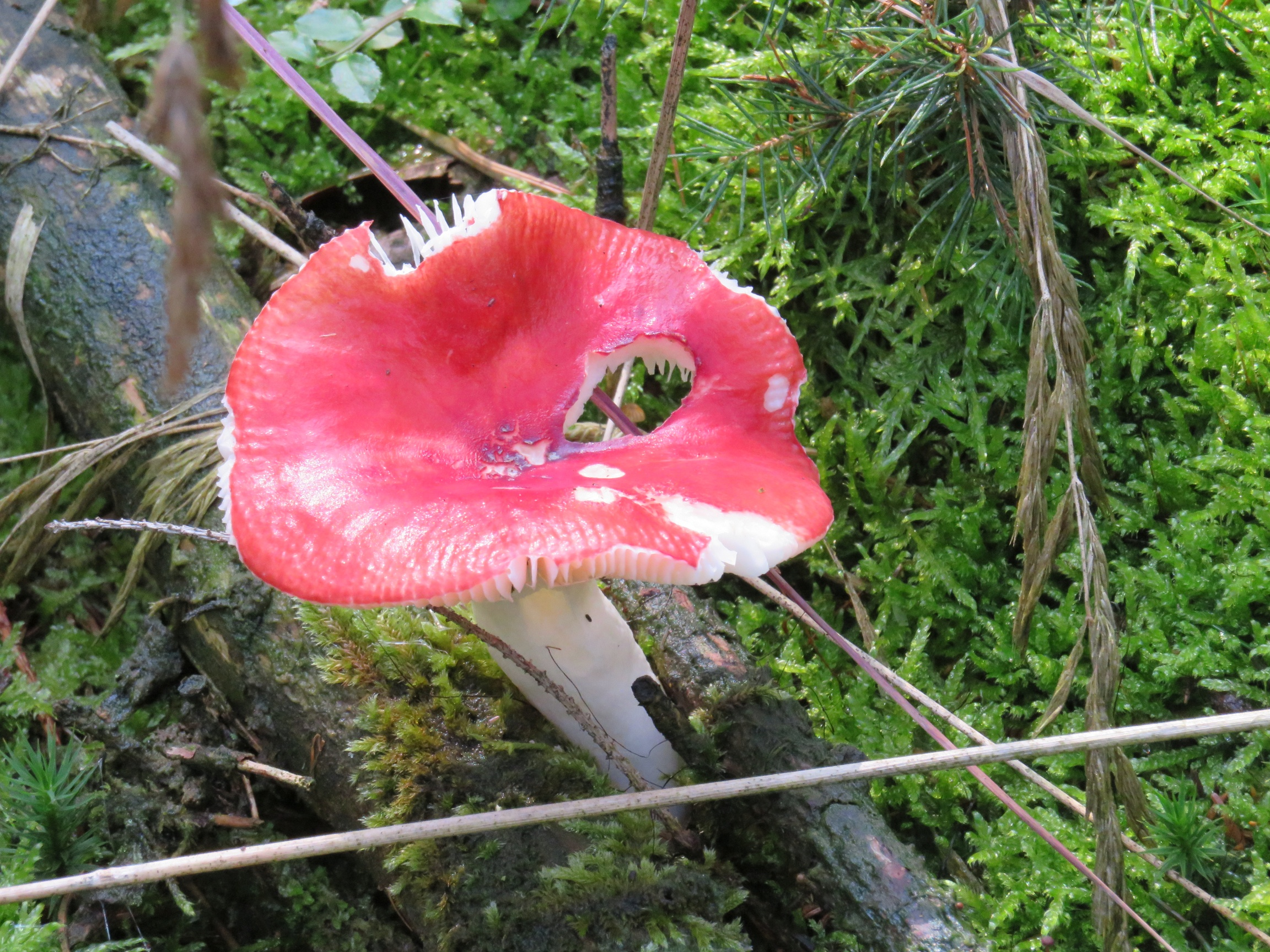
!!Russula emetica!!
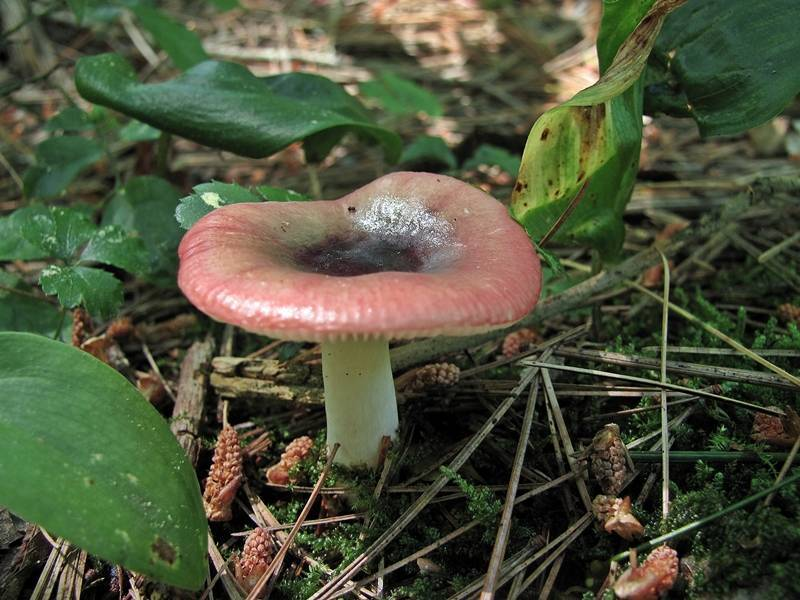
!!Russula fragilis!!
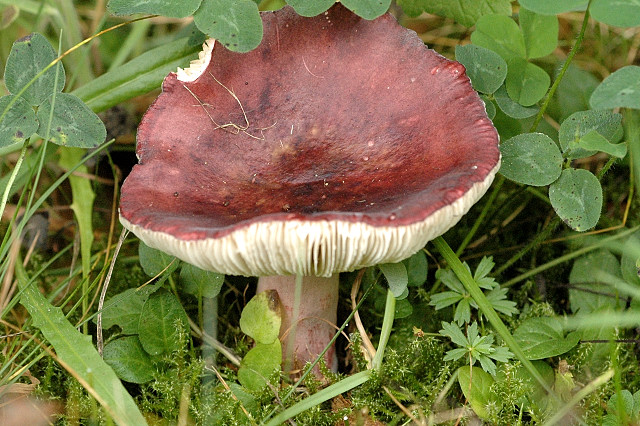
!R. fuscorubroides!
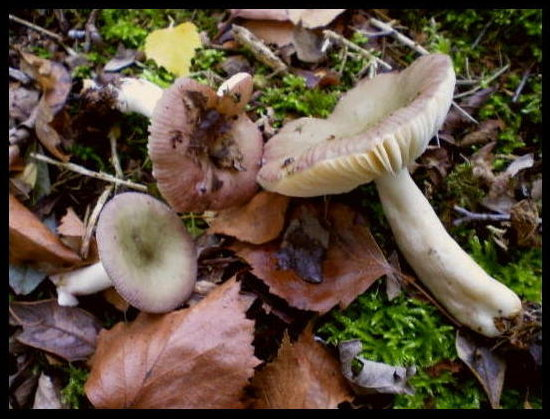
R. gracillima sin. R. gracilis
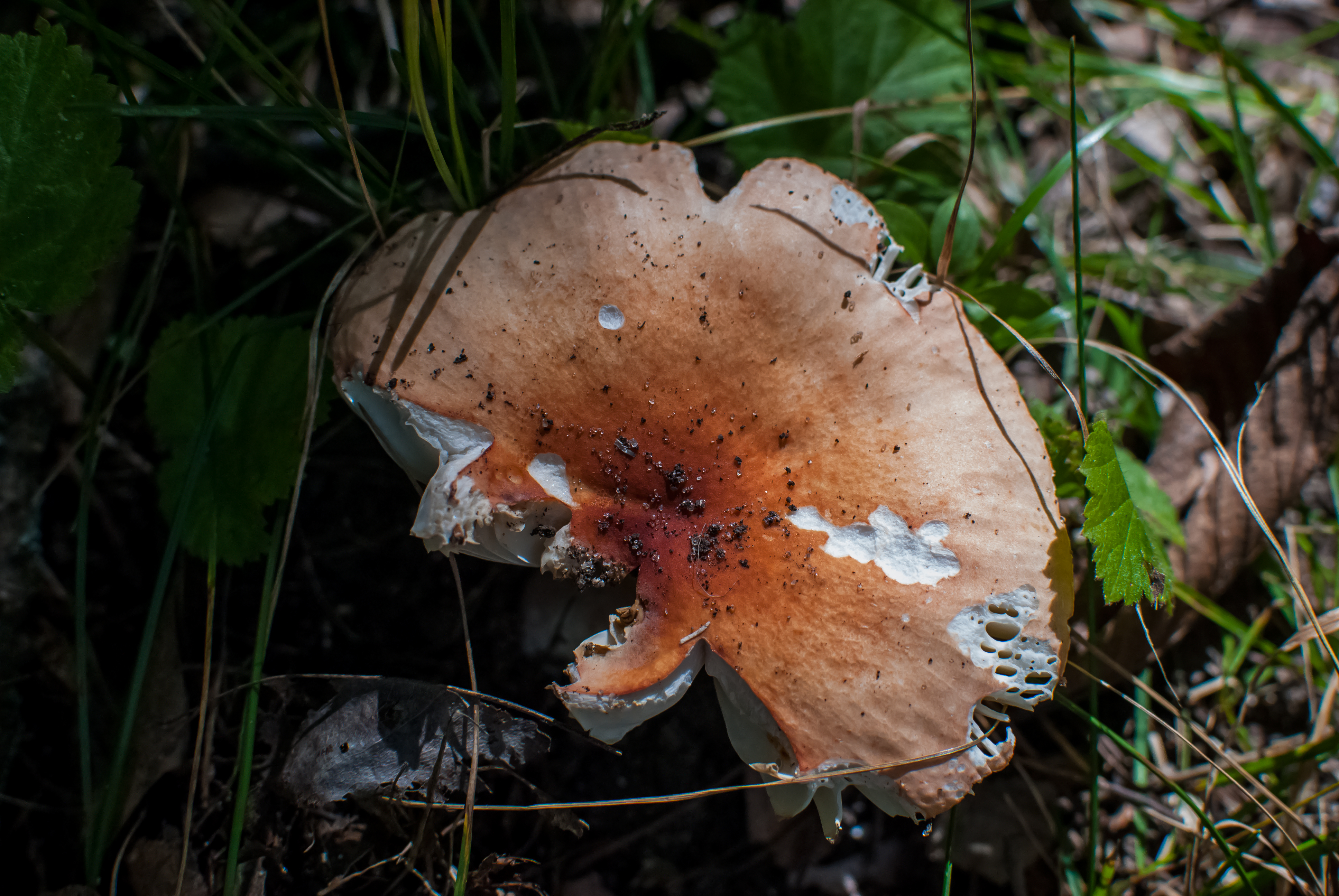
!!Russula grisescens sin. Russula emetica var. grisescens!!
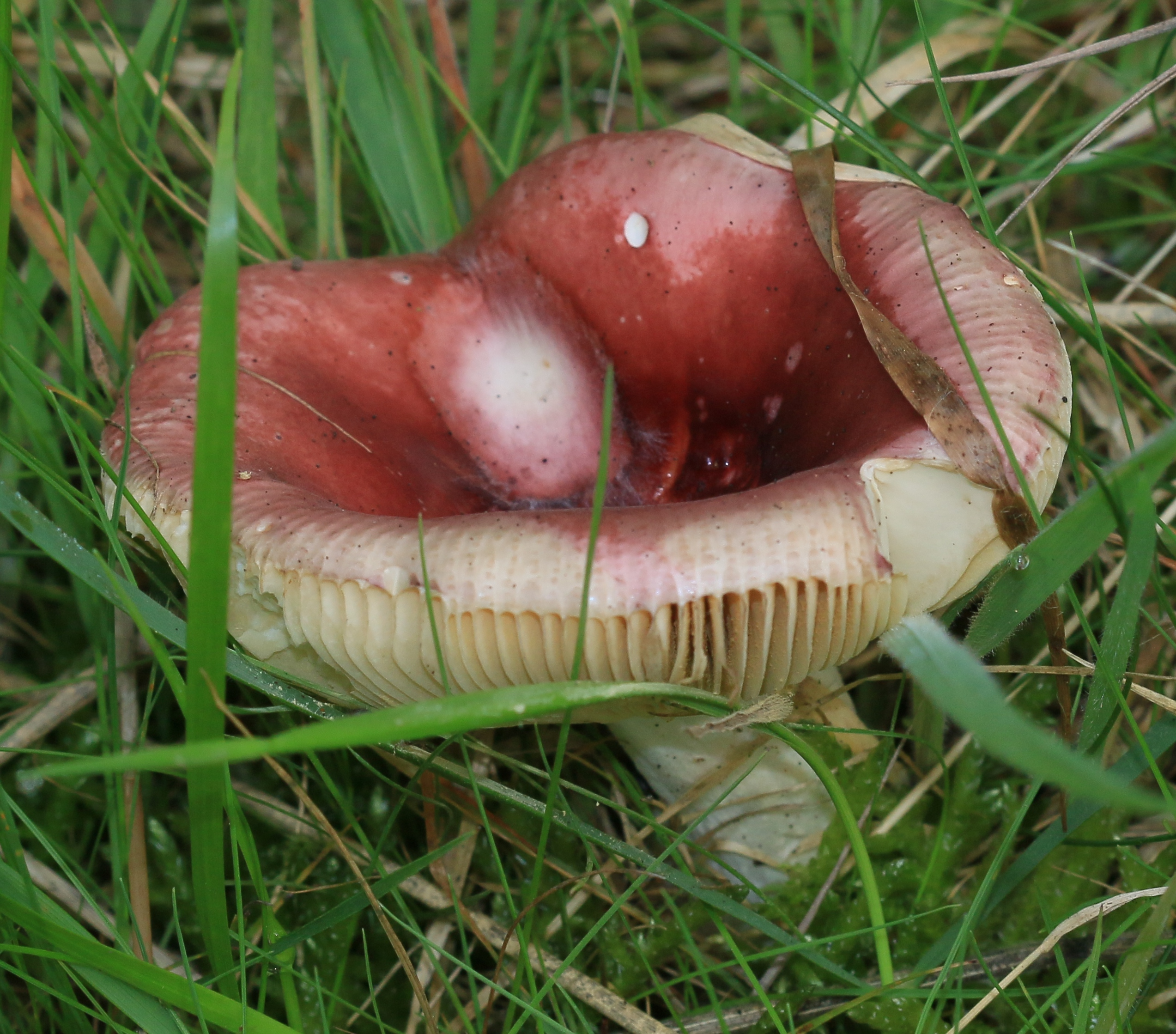
Russula lilacea

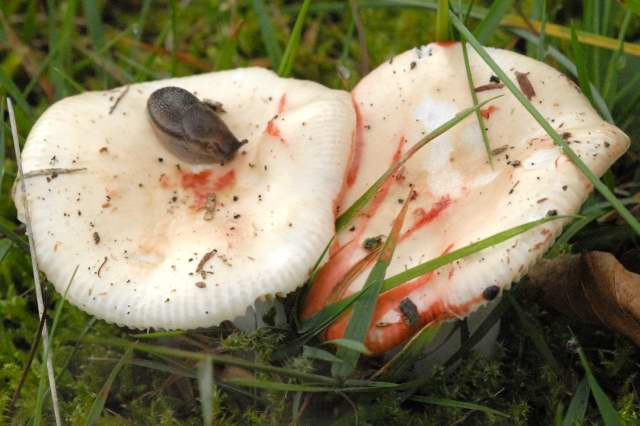
!!Russula nobilis, forma albă!!
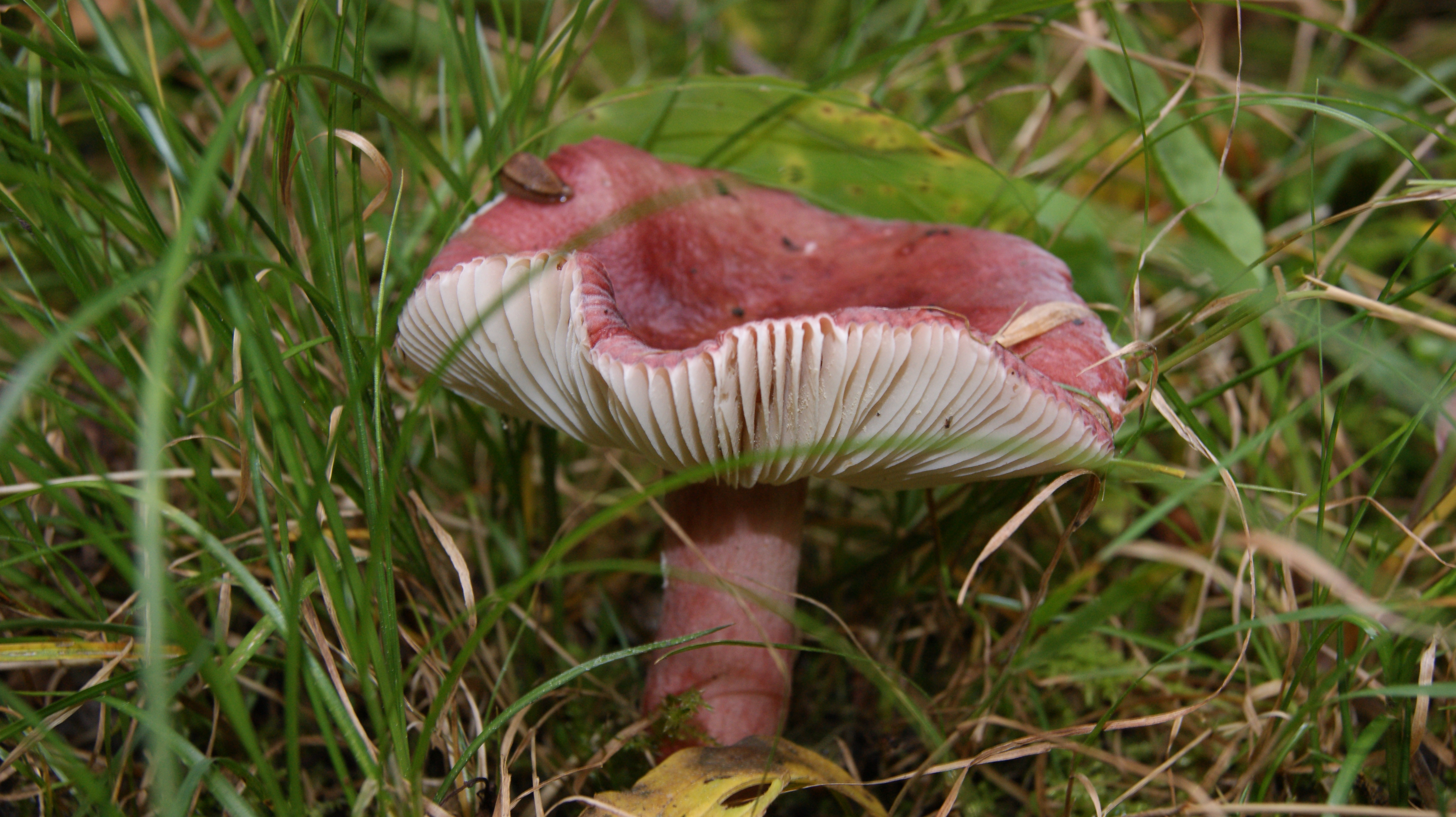
!!Russula queletii!!
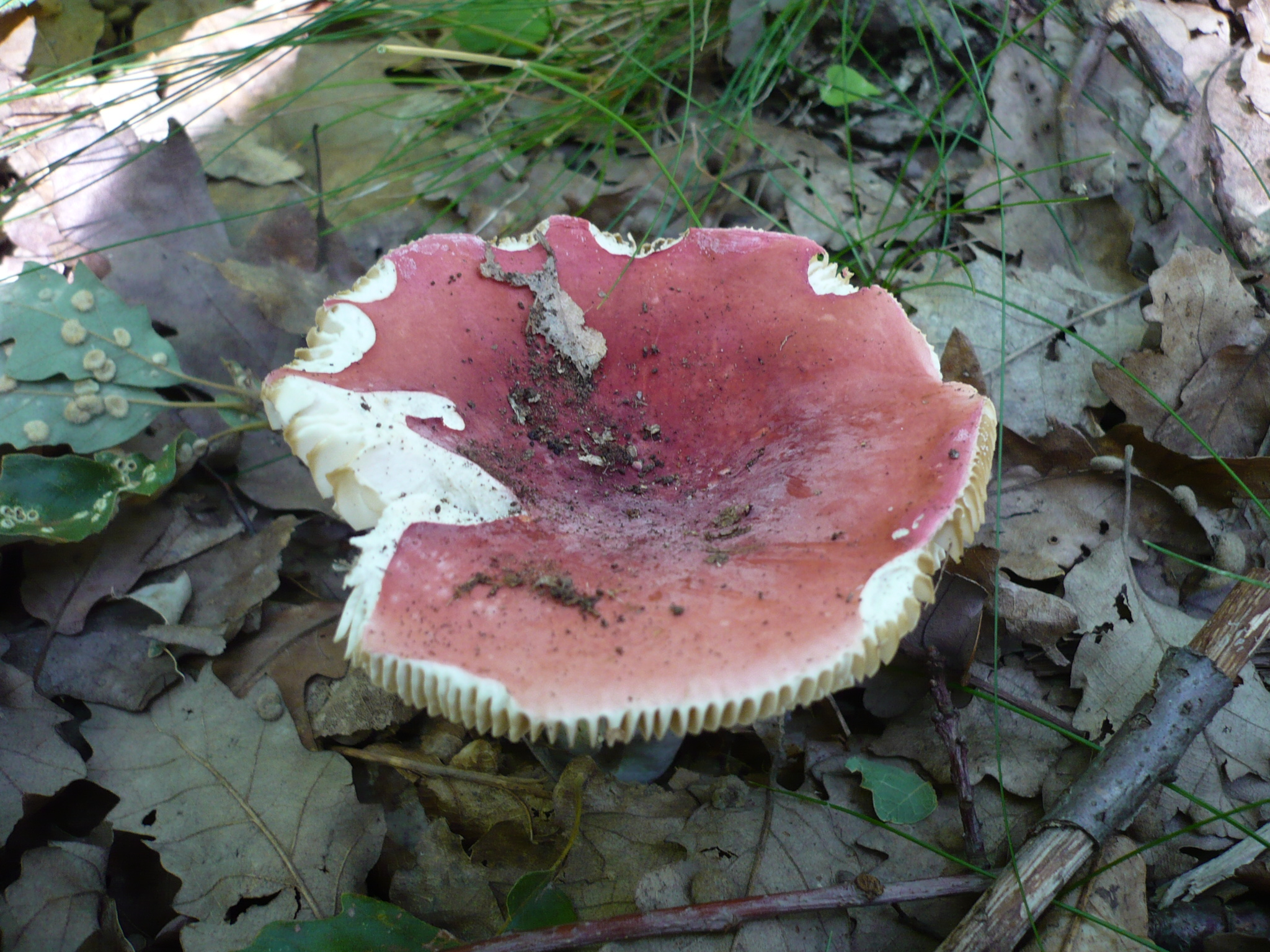
!Russula rubra!
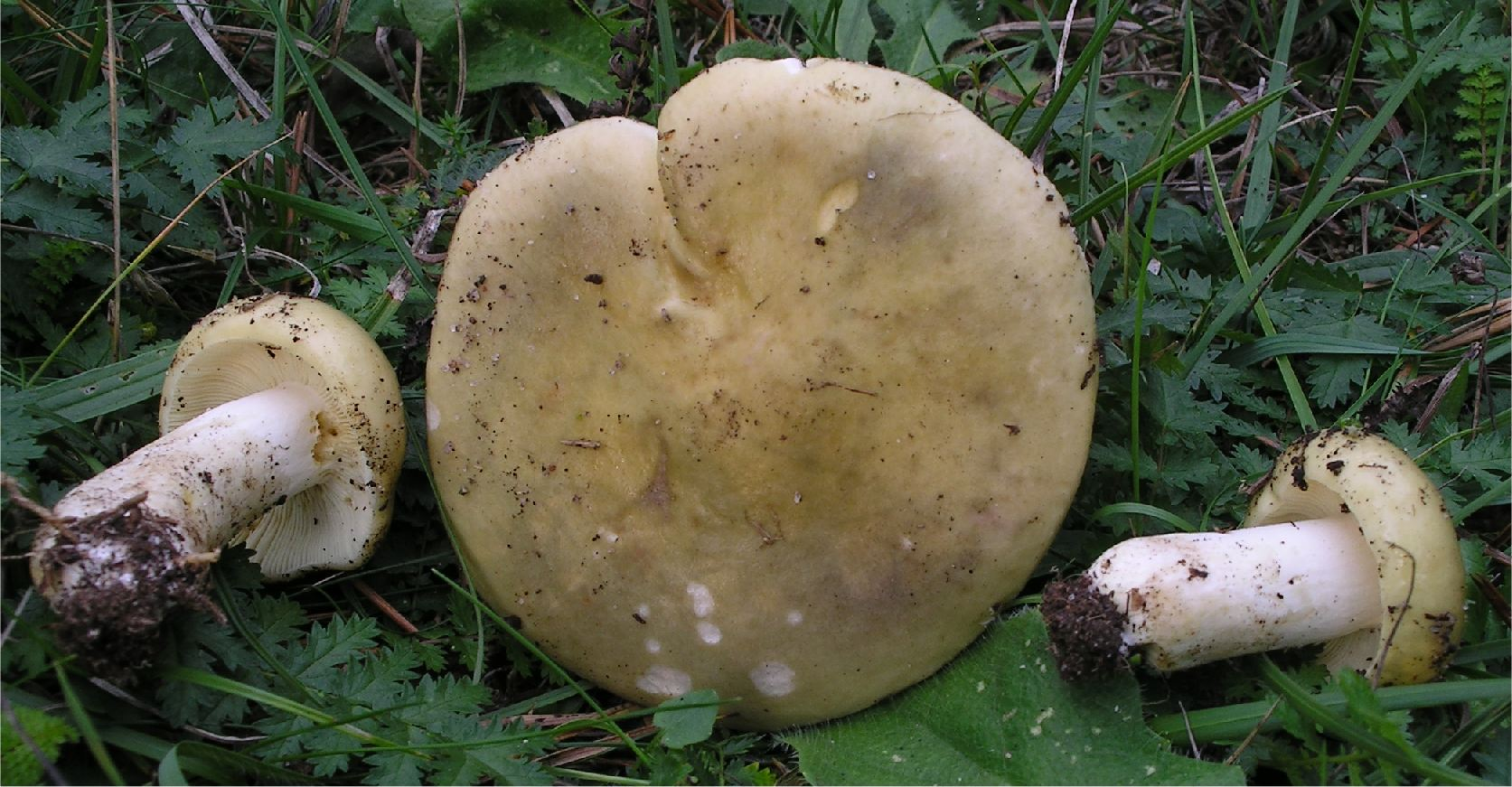
!!Russula sardonia!!
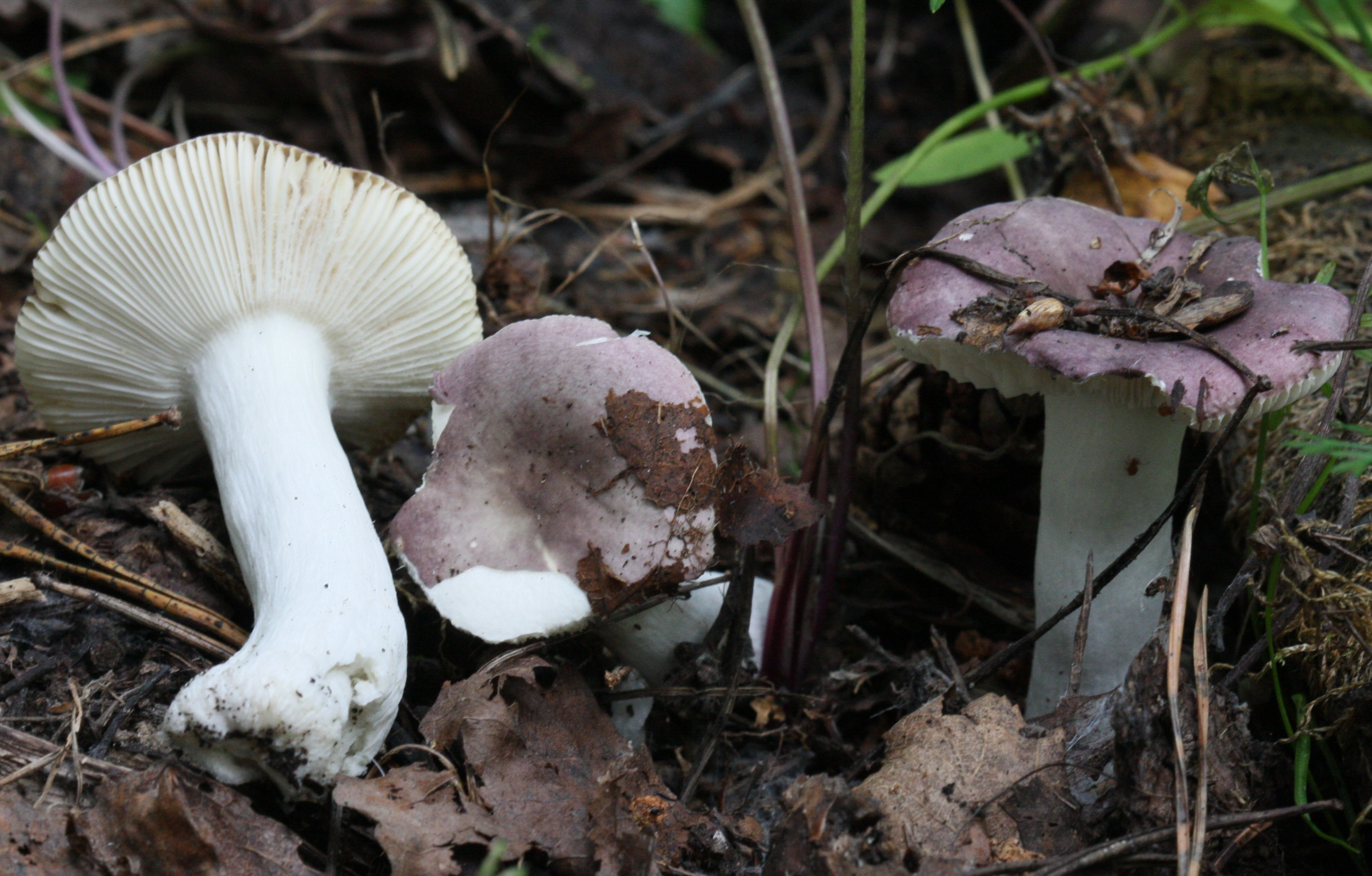
Russula violacea

## Valorificare
Consumate în cantități mai mari sau chiar crude, ciupercile sunt toxice, provocând iritații ale mucoasei aparatului digestiv cu simptomele cunoscute ca grețuri, vărsături, dureri abdominale și diaree. În perioada postbelică, doze mici ale buretelui au fost folosite în prepararea de mâncăruri pentru a le condimenta ceva. Cu toate acestea, consumul vinețici de mesteacăn este cu siguranță nerecomandabil în zilele de azi, nici măcar de exemplu ca adăugare la o ciulama de ciuperci, pentru că persoane sensibile pot reacționa negativ chiar și la porțiuni mici. Presupunerea rusească că ciuperca ar fi comestibilă după îndepărtarea cuticulei ca sediul principal al toxinei precum fierberea pentru 20 minute este derutantă: nici cuticula este sediul principal al toxinei, nici fierberea dizolvă toxinele.